# Іррумація

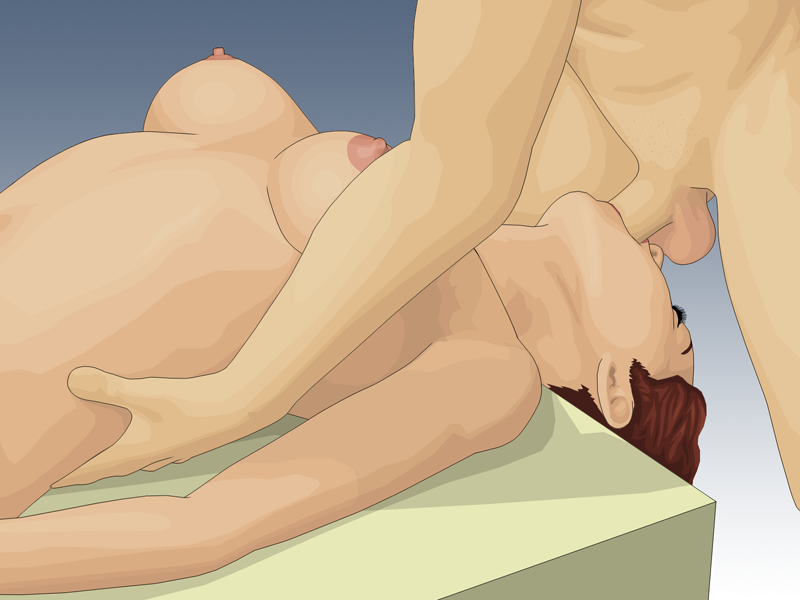
Іррумація з проникненням

Іррума́ція (лат. irrumare — смоктати, засмоктувати, «надавати статеве задоволення за допомогою подразнення ротом») — одна з форм здійснення проникаючого статевого акту, яка полягає у виконанні активних поштовхових рухів статевим членом в ротову порожнину і гортань партнера. Ця форма зносин також може виконуватися без проникнення, шляхом вчинення активних поштовхових рухів статевого члена між ніг партнера, між верхніми частинами його стегон (відомо як межбедерні зносини) або між животами двох партнерів.

## Етимологія
У латинській мові irrumare означає «смоктати/засмоктувати» або «надавати статеве задоволення за допомогою подразнення ротом».

## Різновиди
Відомо про іррумацію, практиковану двома типами: без проникнення і з проникненням.

### Без проникнення
Іррумація першого типу полягає в стимуляції статевого члена шляхом виконання ним активних поштовхових рухів між ніг або (верхньої частини) стегон приймаючого партнера або між животами двох партнерів. Для цих цілей може використовуватися змазування. Для опису такої форми стимуляції застосовують термін «мастурбація», але не власними руками. Як і інші форми сексу без проникнення, цей тип іррумації відомий як зовнішні або як сухі зносини, це методика безпечного сексу.
Іррумація такого типу — історична (тобто з часів римлян), і зазвичай виконується між чоловіками і, отже, може сприймаєтися як гомосексуальна дія.
Застосовують близько 20 англійських та латинських термінів для опису іррумації шляхом активних поштовхових рухів статевого члена між верхніми частинами стегон партнера: англійський метод, коледж-стиль, коледж-секс, Принстонське тертя (також використовується для трота), гарвардський стиль, міжніжжя, зносини між гомілками, міжбедренні зносини, зносини перед входом (coitus ante portas), коїтус між стегон (coitus inter femora) і т. д.
Принстонське тертя — це подібність мастурбації, але між змазаними стегнами іншого чоловіка. Його виконують чотирма різними способами:
- З приймаючим партнером, стоячи вертикально вгору або нахилившись
- З приймаючим партнером, що сидить на колінах активного партнера
- З партнером, що лежить на ліжку чи ще десь, і ногами, піднятими в повітря
- У педерастії — через задній прохід приймаючого партнера, тримаючи його за кісточки догори ногами[3]

### З проникненням
Іррумація другого типу — з проникненням при занятті оральним сексом. Тут вона виконується шляхом активних поштовхових рухів статевого члена в ротову порожнину і глотку партнера. Мовою жаргону, така дія називається «секс в обличчя» (face fucking), «секс у глотку» (throat fucking) і «секс у череп» (skull fucking). Оральна іррумація нагадує Teabagging.
Так само як при фелляції, оральну іррумацію і Teabagging виконують при управлінні оргазмом у чоловіка і досягнення нею сім'явипорскування. Це може застосовуватися як підготовка до вагінальної або анальної форм зносин. Однак, якщо порівнювати з менш агресивною фелляцією, приймаючий партнер може відчувати певні труднощі при активному введенні ерегованого статевого члена в ротову порожнину і глотку. Зокрема, почуття насильства, виникнення неприємних рефлексів, вдихання слини, поява блювотних рухів, утруднення дихання і т. д. Запропоновано способи подолання таких труднощів для приймаючого партнера:
- Застосування так званого стопора, у вигляді розташування кисті руки навколо нижньої частини тіла статевого члена, що дозволяє контролювати глибину його проникнення в глотку,
- Активний партнер при вчиненні фрикцій робить перерви для відновлення дихання у приймаючого партнера,
- Приймаючий партнер за допомогою зубної щітки заздалегідь привчає свою глотку протистояти блювотним рухам[5][6][7].

Оральна іррумація може виконуватися в різних положеннях: приймаючий партнер лежить спиною на ліжку з головою, що звисає через край, або приймаючий партнер знаходиться на колінах перед активним партнером. Під час оральних зносини фелляція та іррумація можуть заміняти один одного. І дійсно, в сучасній Англії відмінність між фелляцією та іррумацією зникло, тому що фелляція, часом, може набувати форми іррумації. Останній термін зникає з широкого застосування.